# Tiếng Laven
Tiếng Laven là một ngôn ngữ thuộc ngữ hệ Nam Á, được nói tại khu vực cao nguyên Bolaven phía nam Lào và có quan hệ gần gũi với tiếng Nyaheun.
Laven là danh xưng chính thức do chính phủ Lào công nhận, trong khi những người nói ngôn ngữ này tự gọi mình là Jru' [ɟruʔ]. 

## Phương ngữ
Các phương ngữ của tiếng Laven bao gồm:
- Jru' (Jruq)
- Juk
- Su' (Suq)

Các phương ngữ của tiếng Laven đã được mô tả chi tiết bởi Therapan L-Thongkum và Paul Sidwell (2003).

## Từ vựng
| Tiếng Việt  | Jru'  | Juk    | Su'     |
| ----------- | ----- | ------ | ------- |
| nước        | daak  | daak   | daak    |
| đầu gối     | hkool | takool | tarkool |
| xương       | ktɨəŋ | katiiŋ | kradɨəŋ |
| môi         | buar  |        | bɔɔr    |
| trái đất    | ptɛh  | patɛh  | patɛh   |
| lưỡi        | piat  | lapiat | harpiat |
| rượu        | tpɛɛ  |        | tapɛɛ   |
| nhìn        | taw   |        | taw     |
| đường       | ktaaw | kataaw | kataaw  |
| bụng        | klaak | klaak  | baak    |
| đá          | tmɔɔ  | tamɔɔ  | tamɔɔ   |
| móng        | knias | kadeh  |         |
| hai         | bəər  | baar   | baar    |
| ngón tay    | tpuac |        | tarpɔɔc |
| cối         | tpal  | tapal  | tapal   |
| tôi         | ʔaj   | ʔaw    | ʔaw     |
| bạn (số ít) | saw   |        | saw     |